# 광고 노래
광고 노래(廣告-)는 광고 선전을 위한 곡으로, 커머셜 송(영어: commercial song), CM 송이라고도 한다. 마디가 짧은 것은 사운드 로고로 분류 될 수 있다.
광고에서의 음악은 성공을 높이기 위해 대중 전자 매체 광고에 통합된 음악을 말한다. 광고의 음악은 시청자가 다양한 수단과 수준에서 브랜드를 인식하는 방식에 영향을 미치며 "텔레비전 광고에 대한 감정적 반응에 상당한 영향을 미칠 수 있다." 광고에 음악이 등장하는 뮤지션에게도 영향을 미친다.